# Türksat 4A
Türksat 4A ist ein kommerzieller Kommunikationssatellit des türkischen Satellitenbetreibers Türksat. Anders als die vorherigen Satelliten wurde dieses Modell von türkischen und japanischen Ingenieuren gemeinsam gefertigt.

## Aufbau und Aufgabe
Der dreiachsenstabilisierte Satellit ist mit mehreren C-, zwei Ka-, 28 Ku- und X-Band-Transpondern ausgerüstet und soll von der Position 42° Ost aus Afrika, Europa, dem Mittleren Osten, sowie in Süd- und Zentralasien mit einer großen Bandbreite von Kommunikationsdiensten wie zum Beispiel direkt empfangbare Radio- und Fernsehprogrammen versorgen. Die Abdeckung übertrifft die vorherigen Modelle um ein Vielfaches. So ist neben einem erweiterten Empfang mit kleineren Antennen in Europa und Asien im FSS C-Band ein Empfang aus ganz Kontinentalafrika im Ka-Band möglich. Er wurde auf Basis des Satellitenbus DS2000 von Mitsubishi Electric gebaut und besitzt eine geplante Lebensdauer von mehr als 15 Jahren.

## Geschichte
Der Vertrag zum Bau des Satelliten und seines Nachfolgers erfolgte im März 2011. Türksat 4A wurde am 14. Februar 2014 um 21:09 UTC mit einer Proton-M/Bris-M-Trägerrakete vom Kosmodrom Baikonur in eine geostationäre Umlaufbahn gebracht. Auf der Position 50° Ost wurden erste Tests durchgeführt, anschließend wurde Türksat 4A am 29. März 2014 an den Betreiber übergeben.
Nach weiteren Tests wurde er am 15. Juli 2014 offiziell in Betrieb genommen und ersetzte Türksat 2A, der 2016 außer Betrieb genommen wurde.